# Квінт Марцій Філіпп (консул 281 року до н. е.)
Квінт Ма́рцій Філі́пп (лат. Quintus Marcius Philippus; IV-ІІІ століття до н. е.) — політичний, державний і військовий діяч часів ранньої Римської республіки, консул 281 року до н. е., цензор 269 року до н. е.

## Біографічні відомості
Походив з плебейської гілки Тремулів роду Марціїв. Імовірно його батьком був Квінт Марцій Тремул, консул 306 і 288 років до н. е.
У 281 році до н. е. Квінта Марція було обрано консулом разом з Луцієм Емілієм Барбулою. 1 квітня того року йому було сенатом надано тріумф за перемогу над етрусками. Він вперше в римській історії використав пролетарів як солдат.
269 року до н. е. його було обрано цензором разом з колишнім колегою по консульству — Луцієм Емілієм Барбулою.
260 року до н. е. диктатор Гней Фульвій Максим Центумал, якого було обрано для релігійного ритуалу під час свята — забивання цвяха в храмі Юпітера (лат. Clavi figendi causa), призначив своїм заступником — начальником кінноти Квінта Марція.
Замість когномена свого батька «Тремул» він обрав собі новий «Філіпп», через що була змінена назва гілки роду Марціїв, його нащадки носили таким чином когномен Філіпп.
Про подальшу долю Квінта Марція Філіппа відомостей не збереглося.  